# Karol Rathaus
Karl Leonhard Bruno Rathaus (Ternòpil, en aquell moment Àustria-Hongria, 16 de setembre de 1895 - Nova York, 21 de novembre de 1954) va ser un compositor austríac del període d'entreguerres que va desenvolupar la major part de la seva carrera als Estats Units.

## Estudis musicals
La seva família, d'origen jueu, tenia una tradició musical, ja que tant el seu avi com el seu besavi eren músics professionals. El seu pare, que va decidir estudiar una carrera acadèmica, estava d'alguna forma consternat al descobrir el talent musical del seu fill, que comença a tocar el piano d'oïda als cinc anys. Aviat mostra destresa amb la improvisació i la composició. Als set anys comença a escriure música, i als catorze ja compon per a orquestra.
El 1913 Rathaus es trasllada a Viena i estudia amb Franz Schreker, que també va ser professor de Krenek i d'Alois Hába. Els seus estudis són interromputs quan, el 1915, amb l'inici de la Primera Guerra Mundial, és enviat a l'exèrcit austríac. Acabada la guerra, el 1920 segueix Schreker a Berlin quan aquest és nomenat director de la Hochschule für Musik. Poc després, per motius econòmics Karol es veu obligat a tornar a Viena però no es troba a gust aquí. No és fins al 1926 que s'instal·la permanentment a Berlin, que considera la capital de la vida cultural i musical, i on se sent com a casa.

## Primeres obres
Durant la seva estada a Viena, Rathaus ja s'havia guanyat un cert reconeixement com a compositor, especialment per les seves obres de piano. La seva Primera Simfonia va ser estrenada a Darmstadt el 1924 diriga per Joseph Rosenstock, i la Segona, dirigida per Hermann Scherchen, va ser estrenada el 1926. Ambdues van tenir un èxit considerable (especialment la Segona, encara que va ser considerada "radical"), i el crític Walter Schrenk el va situar com "la major esperança de la nostra nova música".
Amb l'estrena del seu ballet Der letzte Pierrot a la Staatsoper Unter den Linden (Berlín), Rathaus va viure el seu major triomf, que va marcar la seva carrera com a compositor. Aquest ballet trasllada la història de Pierrot i la seva búsqueda de Colombina al segle xx, on busca a la seva estimada en escenaris de fàbriques modernes i sales de ball, i se sent com un estrany d'una època passada. Després de l'èxit del ballet, les seves obres d'orquestra eren estrenades per directors de la talla de Furtwängler, Kleiber, Scherchen, Horenstein i Klemperer.
La seva música de cambra també es va fer un lloc en el repertori musical del moment.
A partir del 1928, va compondre música de teatre per a les produccions de Max Reinhardt, col·laborant amb Alfred Döblin entre altres i, finalment, va començar també a crear música per al cinema. The Murderer Dmitri Karamazov, produïda el 1930 i dirigida per Fedor Ozep, va ser una pel·lícula musical, on es van fer talls en les imatges segons la durada de les seqüències musicals i no a l'inrevés. Durant els següents anys, va treballar en moltes altres pel·lícules, amb directors com Granowski, Brahm i Duvivier.

## Exili i últimes obres
A finals del 1932, amb el creixent antisemitisme que invadeix Alemanya, Karol es veu obligat a abandonar Berlin. Sobreviu a París treballant gairebé únicament per al cinema, però el 1934, amb la crisi de la indústria del cinema a França, es trasllada amb la seva família a Londres. Aquí no té moltes possibilitats en el cinema, i la manca de nacionalitat britànica l'obliga un altre cop a exiliar-se, ara als Estats Units. Davant la impossibilitat de fer-se lloc entre les grans productores de Hollywood, Rathaus accepta el 1940 la proposta d'ensenyar composició al Queens College a Nova York, on viu fins a la seva mort, el 1954.
Durant aquests anys estén la seva obra amb llargues composicions com Louisville Prelude, Vision Dramatique i la seva Tercera Simfonia. El Queens College va mostrar el seu agraïment nomenant el seu edifici després d'ell. Molts dels seus manuscrits i altres documents també es van assegurar un lloc permanent a la institució a la que va servir.

## Estil musical
L'obra de Rathaus es caracteritza per varietat rítmica, harmonies atrevides i influències d'Europa de l'Est. No va continuar les tradicions romàntiques tardies però tampoc es va unir al moviment de la Segona Escola de Viena. Al principi, el seu estil era una barreja d'elegància vienesa i elements de la tradició polonesa. A poc a poc va evolucionar a un expressionisme alemany modern que al principi no va convèncer el públic. Després de Der letzte Pierrot, el seu estil es va fer més romàntic i melòdic.